# Odd Ivar Solvold
Odd Ivar Solvold (født 21. juli 1969 i Bamble, Norge ) er en norsk kok fra Sandefjord, som vandt en bronzemedalje ved Bocuse d'Or i 1997. 
Solvold har i tillæg til sin egen karriere som kok og restauratør skrevet kogebøger samt med succes deltaget i kulinariske konkurrencer, været coach/mentor for Bocuse d'Or-deltagere, herunder Charles Tjessems (guldmedalje ved Bocuse d'Or 2003), Geir Skeie (guldmedalje ved Bocuse d'Or Europe 2008 og Bocuse d'Or i 2009), og Ørjan Johannessen (guldmedalje i Bocuse d'Or Europe 2012). 